# Terengganu Cycling Team/Saison 2012
Dieser Artikel listet Erfolge und Fahrer des Radsportteams Terengganu Cycling Team in der Saison 2012 auf.
Die UCI gab am 26. Januar 2012 bekannt, dass das Team als eines von drei asiatischen Continental Teams aufgrund seiner Platzierung in einem fiktionalen Ranking zu Saisonbeginn Startrecht zu allen Rennen der ersten und zweiten UCI-Kategorie der UCI Asia Tour 2012 hatte.

## Erfolge in der UCI Asia Tour
| Datum         | Rennen                                  | Kat. | Sieger                   |
| ------------- | --------------------------------------- | ---- | ------------------------ |
| 5. April      | 4. Etappe Tour of Thailand              | 2.2  | Mohammad Saufi Mat Senan |
| 24. April     | 3. Etappe Tour de Korea                 | 2.2  | Chan Jae Jang            |
| 8. Mai        | 1. Etappe Jelajah Malaysia              | 2.2  | Shinichi Fukushima       |
| 10. Mai       | 3. Etappe Jelajah Malaysia              | 2.2  | Mohd Shahrul Mat Amin    |
| 11. Mai       | 4. Etappe Jelajah Malaysia              | 2.2  | Mohd Harrif Saleh        |
| 12. Mai       | 5. Etappe Jelajah Malaysia              | 2.2  | Mohd Harrif Saleh        |
| 13. Mai       | 6. Etappe Jelajah Malaysia              | 2.2  | Shinichi Fukushima       |
| 10. Juni      | 7. Etappe Tour de Singkarak             | 2.2  | Mohd Zamri Saleh         |
| 24. Juni      | Malaysischer Meister – Straßenrennen    | CN   | Mohd Zamri Saleh         |
| 24. Juni      | Südkoreanischer Meister – Straßenrennen | CN   | Chan Jae Jang            |
| 1. September  | 4. Etappe Tour of East Java             | 2.2  | Mohd Zamri Saleh         |
| 26. September | 1. Etappe Tour de Brunei                | 2.2  | Mohd Nor Umardi Rosdi    |
| 29. September | 4. Etappe Tour de Brunei                | 2.2  | Mohd Harrif Saleh        |
| 30. September | 5. Etappe Tour de Brunei                | 2.2  | Mohd Zamri Saleh         |
| 21. Oktober   | 2. Etappe Tour of Hainan                | 2.HC | Mohammad Saufi Mat Senan |
| 19. Dezember  | 3. Etappe Tour of Vietnam               | 2.2  | Mohd Harrif Saleh        |
| 21. Dezember  | 5. Etappe Tour of Vietnam               | 2.2  | Mohd Harrif Saleh        |

## Platzierungen in UCI-Ranglisten
| UCI Continental Circuit | Platz |
| ----------------------- | ----- |
| UCI Asia Tour 2012      | 1     |

## Zugänge – Abgänge
| Zugänge                 | Team 2011                | Abgänge     | Team 2012       |
| ----------------------- | ------------------------ | ----------- | --------------- |
| Anwar Azis Muhd Shaiful | MNCF Cycling Team (2009) | Anuar Manan | Champion System |
| Mohd Zamri Saleh        | MNCF Cycling Team (2009) | Nara Motoi  | Unbekannt       |

## Mannschaft
| Name                          | Geburtstag         | Nationalität |
| ----------------------------- | ------------------ | ------------ |
| Faiz Syarifuddin Abd Kadir    | 19. Januar 1990    | Malaysia     |
| Muhammad Shobry Abdullah      | 15. August 1990    | Malaysia     |
| Shinichi Fukushima            | 13. September 1971 | Japan        |
| Chan Jae Jang                 | 6. Januar 1989     | Südkorea     |
| Do Hyeong Kim                 | 15. Oktober 1986   | Südkorea     |
| Nur Amirul Fakhruddin Marzuki | 24. Januar 1992    | Malaysia     |
| Mohd Shahrul Mat Amin         | 6. September 1989  | Malaysia     |
| Mohammad Saufi Mat Senan      | 10. Oktober 1990   | Malaysia     |
| Anwar Azis Muhd Shaiful       | 19. Juli 1986      | Malaysia     |
| Mohd Nor Umardi Rosdi         | 11. August 1986    | Malaysia     |
| Mohd Harrif Saleh             | 15. September 1988 | Malaysia     |
| Mohd Zamri Saleh              | 10. Dezember 1983  | Malaysia     |
| Yusrizal Usoff                | 27. August 1990    | Malaysia     |